# Битва під Вінтертуром (1799)
Битва під Вінтертуром (27 травня 1799 р.) була важливою подією між данубською армією та армією Габсбургів під командуванням Фрідріха Фрейхерра фон Хотца під час Другої коаліції, що входить до складу Французької революційної війни. Маленьке місто Вінтертур лежить в 18 кілометрах (11 милях) на північний схід від Цюриха, у Швейцарії. Завдяки своєму розташуванню на перехресті семи доріг армія, що утримувала місто, контролювала доступ до більшої частини Швейцарії та пунктів перетину Рейну в південну Німеччину. Незважаючи на невелику чисельність військ, здатність австрійців витримати 11-годинний штурм французької лінії привела до об'єднання трьох австрійських сил на плато на північ від Цюриха, що через кілька днів призвело до поразки французів.
До середини травня 1799 р. австрійці відвоювали у французів частину Швейцарії, бо війська під командуванням Хотца і графа Генріха фон Бельгарда витіснили їх з Грізоні. Після розгрому Данубської армії Жана-Батиста Юрдана чисельністю 25 000 осіб у боях під Острахом і Штокахом головна австрійська армія під командуванням ерцгерцога Карла переправилася через Рейн у швейцарському місті Шаффхаузен і підготувалася до об'єднання з арміями Хотца і Фрідріха Йозефа, графа Навендорфа, на рівнинах, що оточували Цюрих.
Французька армія Гельветії та Данубська армія, що знаходились тоді під командуванням Андре Масена, прагнули запобігти цьому злиттю. Масена послав Мішеля Нея і невелику змішану кавалерію та піхоту з Цюриха, щоб зупинити сили Хотца у Вінтертурі. Попри гостру боротьбу, австрійцям вдалося витіснити французів з високогір'я Вінтертур, хоча обидві сторони зазнали великих втрат. Після об'єднання армій Габсбургів на початку червня ерцгерцог Карл атакував французькі позиції в Цюриху і змусив французів відступити за межі Ліммата.